# Чемпионат мира по бобслею и скелетону 2023
69-й чемпионат мира по бобслею и скелетону прошёл с 26 января по 5 февраля 2023 года на санно-бобслейной трассе в швейцарском Санкт-Морице. 
Чемпионат завершился победой сборной Германии, которая выиграла 9 из 24 разыгранной медали, в том числе 6 из 8 золотых. Впервые в программу чемпионатов мира были включены соревнования по пара-бобслею.

## Медальная таблица
(Жирным выделено самое большое количество медалей в своей категории; принимающая страна также выделена)
| Общее количество медалей | Общее количество медалей | Общее количество медалей | Общее количество медалей | Общее количество медалей | Общее количество медалей |
| Место                    | Страна                   | Золото                   | Серебро                  | Бронза                   | Всего                    |
| ------------------------ | ------------------------ | ------------------------ | ------------------------ | ------------------------ | ------------------------ |
| 1                        | Германия                 | 6                        | 2                        | 1                        | 9                        |
| 2                        | Великобритания           | 1                        | 2                        | 1                        | 4                        |
| 3                        | Австрия                  | 1                        | 0                        | 0                        | 1                        |
| 4                        | Латвия                   | 0                        | 2                        | 0                        | 2                        |
| 5                        | США                      | 0                        | 1                        | 1                        | 2                        |
| 6                        | Италия                   | 0                        | 1                        | 0                        | 1                        |
| 6                        | Нидерланды               | 0                        | 1                        | 0                        | 1                        |
| 8                        | Швейцария                | 0                        | 0                        | 2                        | 2                        |
| 9                        | Канада                   | 0                        | 0                        | 1                        | 1                        |
| 9                        | Республика Корея         | 0                        | 0                        | 1                        | 1                        |
| Всего                    | Всего                    | 8                        | 9                        | 7                        | 24                       |

## Медалисты

### Бобслей
| Дисциплины         | Золото                                                                         | Золото  | Серебро | Серебро | Бронза                                   | Бронза  |
| ------------------ | ------------------------------------------------------------------------------ | ------- | --- | ------- | ---------------------------------------- | ------- |
| Двойки (мужчины)   | Германия · Йоханнес Лохнер · Георг Фляйшхауэр                                  | 4:21.84 | Германия · Франческо Фридрих · Александр Шюллер | 4:22.33 | Швейцария · Михаэль Фогт · Сандро Мишель | 4:22.34 |
| Четвёрки (мужчины) | Германия · Франческо Фридрих · Торстен Маргис · Канди Бауэр · Александр Шюллер | 4:19.61 | Великобритания · Брэд Холл · Аарон Гулливер · Тейлор Лоуренс · Грег Какетт · Латвия · Эмилс Ципулис · Эдгарс Немме · Дэвис Спрингис · Матис Микнис | 4:20.30 |                                          |         |
| Двойки (женщины)   | Германия · Ким Калики · Леони Фибиг                                            | 4:32.86 | Германия · Лиза Буквиц · Кира Липперхайде | 4:32.91 | США · Кейли Хамфрис · Кайша Лав          | 4:33.37 |
| Монобоб (женщины)  | Лаура Нольте Германия                                                          | 4:44.85 | Кейли Хамфрис США | 4:45.25 | Лиза Буквиц Германия                     | 4:45.57 |
| Пара-бобслей       | Херманн Эльмауер Австрия                                                       | 4:53.62 | Артюрс Клотс Латвия | 4:53.70 | Кристофер Стеварт Швейцария              | 4:53.90 |

### Скелетон
| Дисциплины        | Золото                                        | Золото  | Серебро                                 | Серебро | Бронза                                         | Бронза  |
| ----------------- | --------------------------------------------- | ------- | --------------------------------------- | ------- | ---------------------------------------------- | ------- |
| Мужчины           | Мэтт Уэстон Великобритания                    | 4:28.71 | Амедео Багнис Италия                    | 4:30.50 | Сын Ги Юн Южная Корея                          | 4:28.71 |
| Женщины           | Сюзанна Крехер Германия                       | 4:33.57 | Кимберли Бос Нидерланды                 | 4:33.58 | Мирела Рахнева Канада                          | 4:34.41 |
| Смешанные команды | Германия · Сюзанна Крехер · Кристофер Гротхер | 2:24.91 | Великобритания · Лора Диз · Мэтт Уэстон | 2:25.04 | Великобритания · Броган Кроули · Крейг Томпсон | 2:25.32 |